# Josef Bestler
Josef Bestler (* 13. Mai 1925 in Deubach; † 1. März 2018) war ein deutscher Kommunalpolitiker (CSU).

## Leben
Nach seinem Abitur und dem anschließenden Studium der Rechtswissenschaften trat Bestler in den höheren Verwaltungsdienst bei der Regierung von Oberbayern ein.
Als Regierungsrat war er zunächst in Garmisch-Partenkirchen und wurde hieran 1957 nach Aichach versetzt. 
Bestler war ab 1962 Landrat des oberbayerischen Landkreises Aichach. Nach Auflösung des Landkreises im Zuge der Gebietsreform in Bayern und der damit verbundenen Umgliederung in den Regierungsbezirk Schwaben war er vom 1. Juli 1972 bis 30. Juni 1989 Landrat des neu gebildeten Landkreises Aichach-Friedberg. Sein Bestreben und Verdienst war es, dass die beiden Altkreise Aichach und Friedberg zu einer Einheit zusammenwuchsen. Seinen Ruhestand verbrachte er in Aichach.

## Ehrungen
- 1981: Bundesverdienstkreuz 1. Klasse[3]
- Bayerischer Verdienstorden
- Ehrenbürger und Ehrenmedaille in Gold der Stadt Aichach[4]
- Goldener Ehrenring der Stadt Friedberg[5]
- 1984: Bayerische Kommunale Verdienstmedaille in Silber
- 2010: Benennung des Landkreisstadions in Aichach (anlässlich seines 85. Geburtstages)